# Batalionul Somalia
Batalionul Separat de Asalt „Somalia” cunoscut și sub numele de Batalionul Somalia (în rusă Отдельный гвардейский штурмовой батальон «Сомали» имени М. С. Толстых, ОШБ Сомали, в/ч 08828), este o unitate militară a Forțelor Terestre Ruse. Până la 1 ianuarie 2023, batalionul a făcut parte din autoproclamata Republică Populară Donețk (RPD). În septembrie 2022, printr-un decret semnat de Vladimir Putin, Rusia a anexat unilateral zonele ocupate din Ucraina, iar unitățile militare ale RPD și RPL au fost oficial încorporate în Forțele Armate Ruse.
Unitatea este staționată permanent în Donețk și Makiivka, iar comandantul actual este Timur Kurilkin.

## Istorie

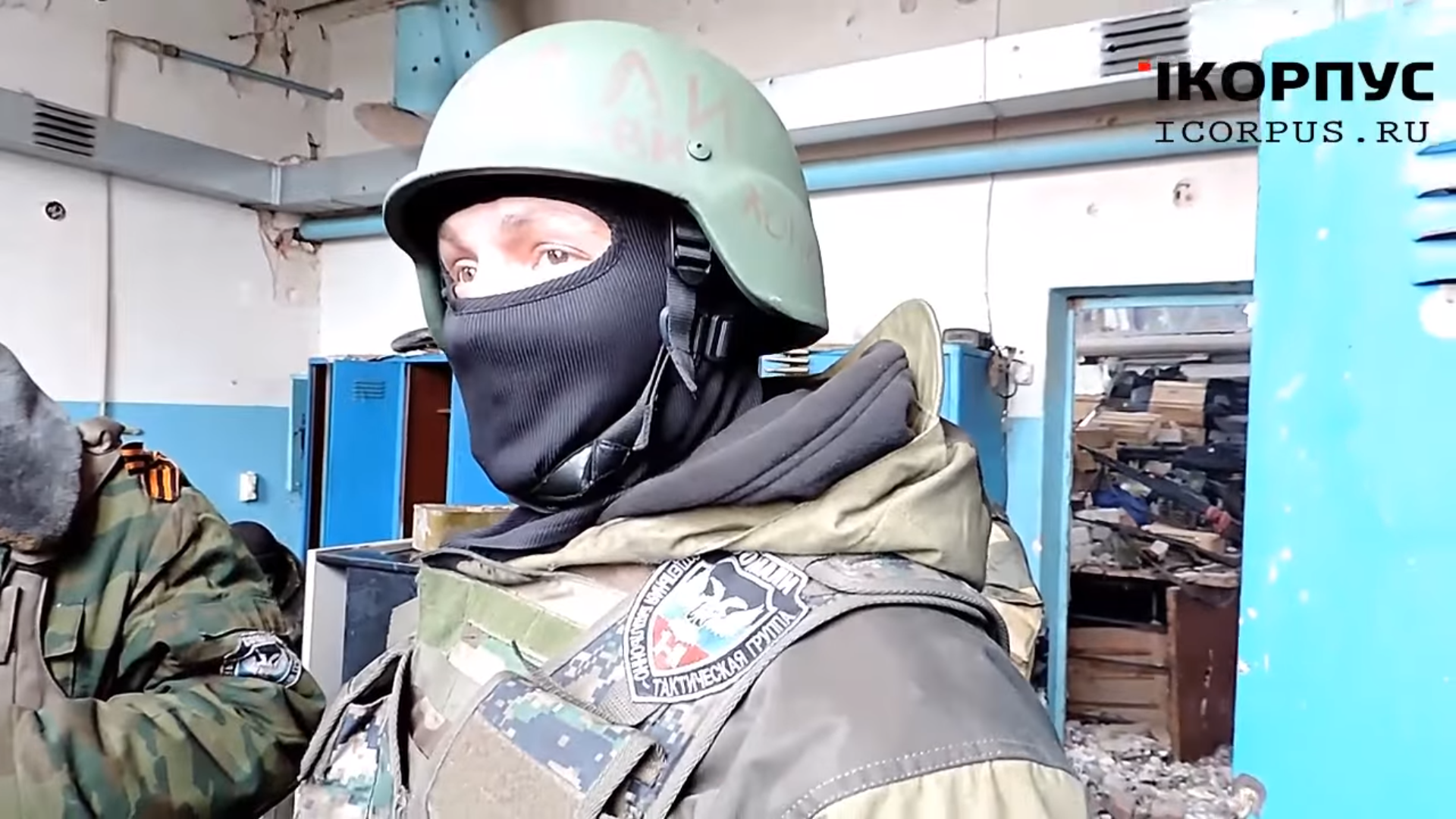
Membru al Batalionului Somalia la aeroportul din Donețk

Batalionul Somalia a fost format în 2014 și a participat activ la războiul din Donbas. Originea numelui său este neconfirmată; se crede că s-ar datora aspectului inițial al membrilor săi, care nu purtau uniforme și arătau mai degrabă ca pirații somalezi, sau ar putea proveni din afirmația lui Givi, care a spus că „sunt la fel de neînfricați ca pirații somalezi”.
Inițial, batalionul a fost o forță operativă specială în cadrul Ministerului Apărării al Republicii Populare Donețk,un stat separatist autoproclamat din estul Ucrainei. În 2015, Republica Populară Donețk și Republica Populară Lugansk, împreună cu toate unitățile lor militare, au fost desemnat organizații teroriste de către Curtea Supremă a Ucrainei.

### Evenimente notabile
În februarie 2017, comandantul unității, Mihail Tolstîh (cunoscut ca „Givi”), a fost asasinat în biroul său printr-un atac cu un lansator RPO-A Shmel⁠(d). Se presupune că a fost ucis fie de către propriii săi subalterni, din cauza cunoștințelor sale despre doborârea zborului 17 al Malaysia Airlines, fie de forțele ucrainene.
Batalionul a participat la asediul Mariupolului în timpul invaziei ruse din Ucraina din 2022. În același an, în timpul unei ceremonii de decorare condusă de șeful RPD, Denis Pușilin, locotenentul superior Roman Vorobiov a fost observat purtând un Totenkopf⁠(d) și un simbol Valknut⁠(d) pe emblema brațului său, ambele asociate cu Germania Nazistă. De asemenea, Batalionul Somalia a luat parte la bătălia de la Avdiivka.

## Echipament
Batalionul dispune de tancuri T-64 și T-72, vehicule blindate de luptă BMP-1, BTR-70⁠(d), MT-LB și  BRDM-2⁠(d), precum și de artilerie de sprijin, mortiere și vehicule de transport.